# 颱風露比 (1964年)
颱風露比（英語：Typhoon Ruby，國際編號：6417，中國大陸編號：6415，聯合颱風警報中心：20W，菲律賓大氣地球物理和天文服務管理局：Yoning），是1964年太平洋颱風季第20個被命名的熱帶氣旋，也是當年首個導致香港天文台懸掛十號風球的颱風。露比於天文台西南約30公里掠過，天文台錄得一小時平均風速每小時110公里，陣風每小時227公里。中央气象台评估登陆气压为960百帕。是二戰後首個引致香港懸掛十號風球的颱風中生成位置最北的一個。

## 影響

### 英屬香港

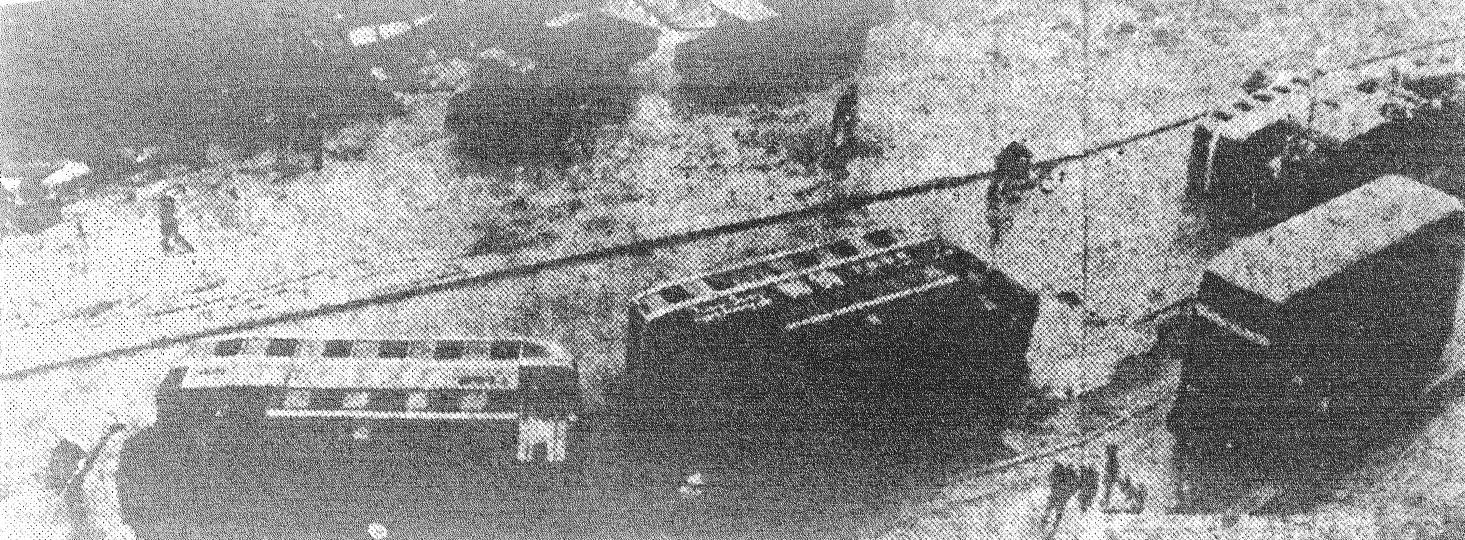
4輛雙層九巴在彩虹邨旁的牛池灣13號巴士總站（今已拆卸）停泊期間不敵颶風倒下

- 當地懸掛之最高熱帶氣旋警告信號：  十號風球
- 最接近當地位置：皇家香港天文台總部西南30公里（掠過香港境內）

皇家香港天文台於9月4日上午6時15分懸掛一號風球，當時露比集結於香港之東南偏東約690公里外。香港於9月4日天晴炎熱，黃昏有零散雷暴，晚間吹和緩偏北風。天文台於9月5日上午2時35分改掛三號風球，當時露比集結於香港之東南偏東約250公里外；隨後於上午7時正再改掛七號風球，表示將有東北烈風。維多利亞港於上午8時開始錄得偏北強風，風力迅速增強。天文台於上午10時30分改掛九號風球；再於上午11時40分改掛十號風球，表示風眼將靠近香港，並預料風向會突然轉變。
維多利亞港於中午前開始吹偏北烈風，哥連臣角隨即吹達颶風程度的東北風，但大部份地區於下午2時左右突然轉吹東南偏南風。哥連臣角於下午2時至3時期間錄得平均風速為每小時159公里，於下午3時30分左右才下降至颶風程度以下。天文台於下午1時50分至2時錄得平均風速為每小時111公里，最高陣風則為每小時227公里。天文台總部於下午1時50分錄得最低瞬時海平面氣壓968.2百帕斯卡，當時風暴中心集結於天文台之西南約30公里。天文台風力於下午1時55分稍為減弱，但隨即再度增強，並改由東南偏南吹襲。天文台於下午3時35分改掛八號風球取代十號風球，表示繼續吹東南烈風，烈風程度的東南偏南風持續至下午10時左右。天文台於下午9時50分改掛三號風球，空曠地方於午夜前仍然錄得強風。三號風球於9月6日上午12時50分除下。隨着露比移入內陸，風暴迅速減弱，並於翌日早上完全消散。
1964年奧運聖火在9月4日傍晚6時由日本航空富士號專機運抵香港，當晚由啟德機場出發，經土瓜灣道、漆咸道至尖沙咀公共碼頭，然後由皇家香港遊艇會派遣的遊艇，將聖火經維多利亞港運至中環皇后碼頭，最後傳遞到香港大會堂音樂廳，由香港總督戴麟趾燃點聖火盆。全程由7名運動員火炬手負責傳遞。因風暴關係，聖火停留多一日，在9月6日上午11時按原路線反方向運至啟德機場，於下午1時45分離開香港，而聖火則整晚於大會堂對開燃燒。

### 葡屬澳門
- 當地懸掛之最高熱帶氣旋信號：  十號風球
- 最接近當地位置：澳門以北10公里

是次風災引發數處樓宇倒塌及部份毀壤等意外30多宗；1人死亡，15人受傷；無家可歸及受危樓威脅者共1600多人，被迫暫住青洲收容所。全澳約三分之一地區遭到水浸；郊區菜田蔬菜全部被毀，吹毀木屋300多家；吹倒的大樹、招牌不可勝數，港澳電話一度中斷。

### 中國大陸

#### 廣州
受露比影響，廣州市出現了9～11級的旋轉風，陣風達12級，陣風風速每秒35.4m/s，使市區倒塌房屋76處，郊區24處，受傷34人，重傷12人，沉船10多只，幾百戶水上居民無「家」可歸，吹倒路樹157株，22處高壓供電線路、280處低壓供電線路受到破壞，市內電話有20多處線路電纜發生故障，約有400戶電話一度中斷通話，石井黃金圍排洪站大型電動機因電線被狂風吹斷無法轉動，使一萬多畝農田被浸。

#### 中山
露比在珠海市登陸後，又間接襲擊中山縣，持續風力11級，陣風達到13級，並吹旋風，最大風速每秒40m/s，雨量211毫米。崩決大小堤圍47個，決口170處，決堤長1258米。禾田受淹面積達52.8萬畝，吹倒倒塌7035間，吹倒茅房22180間，死亡107人。這是建國至今中山遭受颱風襲擊最嚴重的一次。

#### 江門
1964年9月5日，露比影響新會縣，陣風風速每秒60m/s以上，降雨412毫米，沙田地區連降七日雨812毫米，51條村出現嚴重水浸，房屋倒塌14941間，損壞房屋32148間，南安路循道會教堂被摧毀，那伏鄉石臺寺被摧毀，衝毀水庫十座，崩堤482處，吹倒電線桿1417條，浸田47萬畝，倒蔗5萬畝。28死589傷，4萬多人無家可歸，經濟損失七千萬。

## 熱帶氣旋警告使用紀錄

### 英屬香港
| 皇家香港天文台 熱帶氣旋警告信號 | 皇家香港天文台 熱帶氣旋警告信號 | 皇家香港天文台 熱帶氣旋警告信號 |
| ------------------------------- | ------------------------------- | ------------------------------- |
| 上一熱帶氣旋                    | 一號風球                        | 下一熱帶氣旋                    |
| 超強颱風艾黛                    | 一號風球                        | 超強颱風莎莉                    |
| 超強颱風艾黛                    | 三號風球                        | 超強颱風莎莉                    |
| 超強颱風艾黛                    | 七號風球                        | 超強颱風莎莉                    |
| 超強颱風艾黛                    | 八號風球                        | 超強颱風法妮黛                  |
| 超強颱風艾黛                    | 九號風球                        | 颱風黛蒂                        |
| 超強颱風溫黛                    | 十號風球                        | 颱風黛蒂                        |

### 葡屬澳門
| 澳門氣象台 熱帶氣旋信號 | 澳門氣象台 熱帶氣旋信號 | 澳門氣象台 熱帶氣旋信號 |
| ----------------------- | ----------------------- | ----------------------- |
| 上一熱帶氣旋            | 一號風球                | 下一熱帶氣旋            |
| 颱風艾黛                | 一號風球                | 颱風黛蒂                |
| 颱風艾黛                | 三號風球                | 颱風黛蒂                |
| 颱風艾黛                | 八號東北風球            | 颱風黛蒂                |
| 颱風姬羅莉亞            | 八號東南風球            | 颱風法妮黛              |
| 颱風艾黛                | 九號風球                | 颱風雪麗                |
| 颱風馬德琳              | 十號風球                | 颱風荷貝                |

## 註解
1. 1 2  香港天文台當時的名稱。
2. ↑  這裡顯示的某些風速是由節轉換成公里。
3. 1 2  風速描述術語以香港天文台風力準則為準。